# 円満寺 (西宮市)

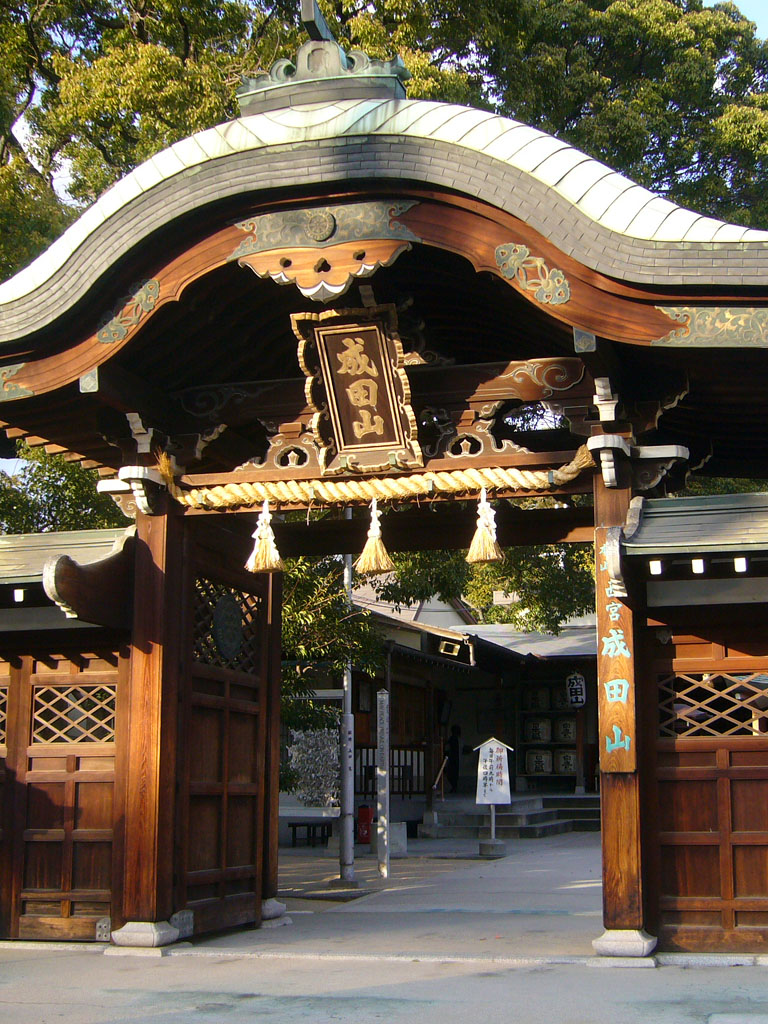
西宮成田山・山門

円満寺（えんまんじ）は兵庫県西宮市社家町一丁目にある仏教寺院。 高野山真言宗別格本山、山号は医王山。摂津国八十八箇所79番札所。本尊は薬師如来。

## 概要
開山・法道仙人、創建・康保3年（966年）
円満寺は、西宮市鷲林寺町および鷲林寺にあった、武庫山鷲林寺を現在地（社家町）に移したのが始まりである。
武庫山鷲林寺は平安末期の治承・寿永の乱（源平合戦）、戦国時代には、荒木村重の乱に遭い荒廃した。また、織田信長の焼き討ちのため炎上し、灰燼に帰した。灰燼に帰したときに、南勝坊に霊夢によるお告げがあったため、鷲林寺を現在地に移した。そのため、今里鷲林寺とも称されて、現在に至っている。
1945年（昭和20年）8月の空襲で、すべての建物が全焼した。その際、所蔵していた古記録も焼失して、詳しい歴史が解らなくなってしまった。1948年（昭和23年）円満寺第53世、真応により、本堂・庫裡などの諸堂を再建し、中興を果たした。しかし、1995年（平成7年）の阪神・淡路大震災では西宮成田山の堂宇、納骨堂、庫裡が全壊した。
境内の西側には、神変大菩薩の石碑、稲荷社がある。

## 西宮成田山
同じ敷地内に西宮成田山の堂宇（祈祷殿）があり、不動明王を祀る。祀られている不動明王は、1959年（昭和34年）、大本山成田山新勝寺の貫首・荒木照定大僧正の開眼による成田山新勝寺本尊の御分身。
また、同時期に高野山真言宗管長・水原堯榮大僧正より、「西宮成田山」の山号を授かり、西宮成田山と称し、交通安全祈願道場とした。交通安全祈願のほか、厄除けなどの所願成就を願う参詣者も多い。
1995年（平成7年）の阪神・淡路大震災で旧祈祷殿が全壊。震災以降、仮堂が設けられたが、祈祷殿を再建を発願し、着工。2013年（平成25年）10月28日、完成した祈祷殿の落慶法要が営まれ、震災からの復興を遂げた。
現祈祷殿は鉄筋コンクリート。流れ向拝付き入母屋造・本瓦葺き・地上1階地下1階建て・延べ面積379m2。

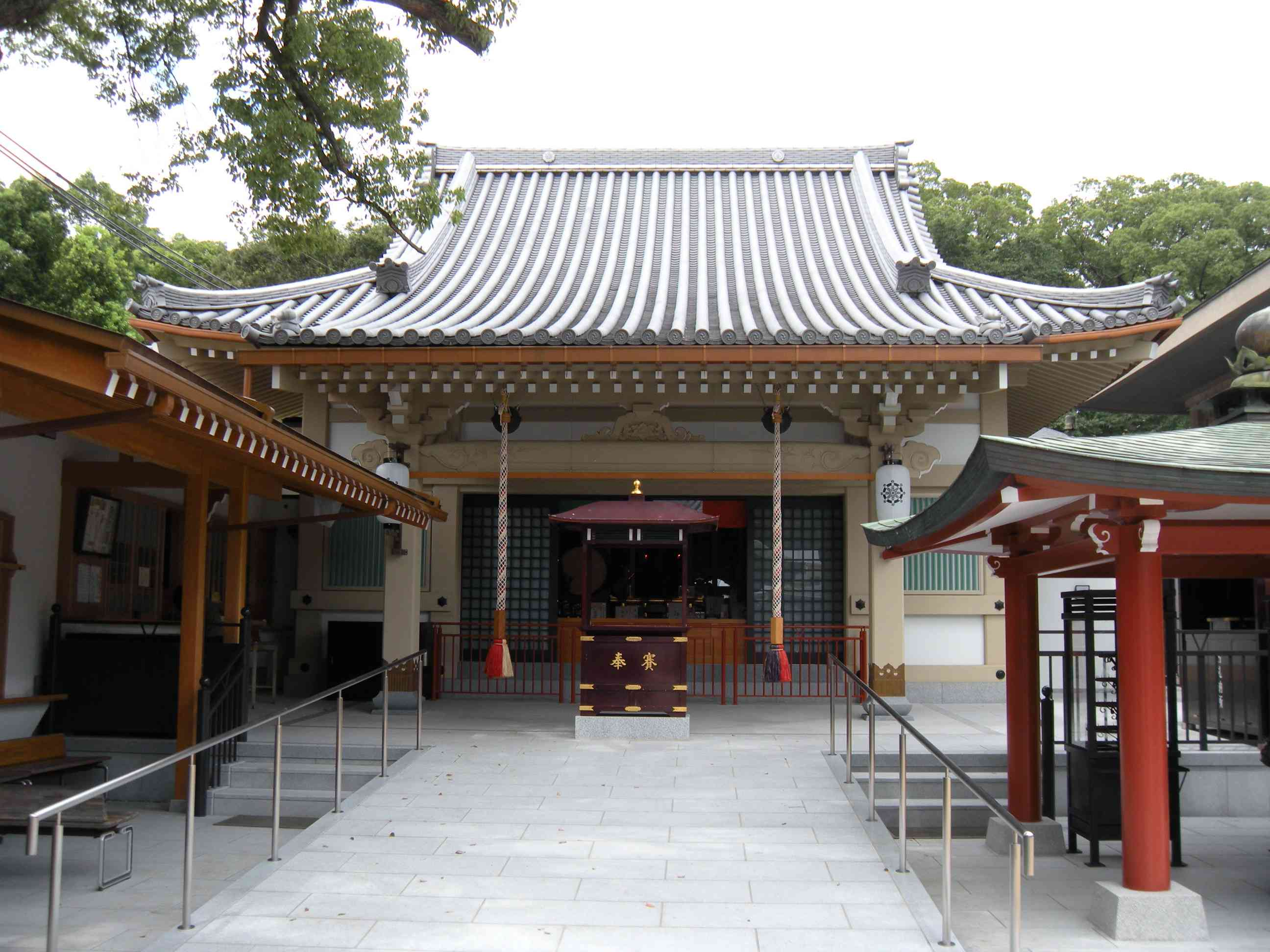
西宮成田山・祈祷殿

## 所在地
〒662-0974 兵庫県西宮市社家町1-36

## 交通アクセス
- 阪神本線 西宮駅 徒歩5分
- 阪急神戸線 夙川駅 徒歩13分
- JR神戸線 さくら夙川駅 徒歩5分